# Sphaerotheca astragali
Sphaerotheca astragali är en svampart som tillhör divisionen sporsäcksvampar, och som beskrevs av Lena Junell. Sphaerotheca astragali ingår i släktet Sphaerotheca, och familjen Erysiphaceae. Arten är reproducerande i Sverige.